# Acte de Loredan
L’Acte de Loredan (en espagnol : Acta de Loredan ou Acta de Loredán) est un document programmatique du carlisme élaboré à Venise en 1897 à l'instigation du prétendant carliste « Charles VII » par une commission rassemblant divers intellectuels — dont Juan Vázquez de Mella —,,.
Voulu comme une réponse au secteur schismatique de l'Intégrisme, il s'agit d'une importante rénovation doctrinale du mouvement, qui ajoutait à la défense de la « monarchie traditionnelle (en) », de l'unité catholique et des fueros, la promotion de la « vie corporative, en restaurant les guildes avec les réformes nécessaires » (l'idéalisation du corporatisme médiéval se maintenait) et intégrait la « question sociale » suivant la doctrine sociale de l'Église,.